# Llebrer italià
El llebrer italià és una raça de gos llebrer de mida petita originària d'Itàlia, és el llebrer més petit.

## Història
Les restes més antigues que es coneixen d'un gos molt semblant al "llebrer italià" es van trobar en una tomba  egípcia de fa 6.000 anys. Es creu que existia ja fa més de 2.000 anys en el que avui es coneix com a Grècia i Turquia, ja que apareix en les seves arts decoratives. La raça es va importar a Europa pels fenicis i després van ser els romans els qui la van desenvolupar. Durant el Renaixement aquest gos va gaudir d'autèntica devoció per part de la noblesa europea i va ser representat en pintures de l'època. Avui dia hi ha algun logotip que l'utilitza per la seva elegància.

## Característiques
El llebrer italià és el més petit dels llebrers, solen pesar al voltant de 6-8 kg i drets fan de 33 a 38 cm d'alçada a la creu. El pit del llebrer italià és profund, amb un abdomen recollit, cames llargues i primes i un coll llarg que s'estreny cap avall per un cap petit. La cara és llarga i punteguda, com un llebrer de mida completa. En general, es veuen com els "miniatura" dels llebrers, encara que molts propietaris del llebrer italià disputen l'ús del terme "Greyhound en miniatura", en referència a la mateixa raça. Per definició de l'American Kennel Club són veritables llebrers genèticament, amb un llinatge que es remunta a més de 2.000 anys. La seva petita alçada actual és una funció de la reproducció selectiva. El seu caminar és diferent i ha de ser alt i lliure, i no com la d'un cavall. Són capaços de córrer a gran velocitat amb un galop de doble suspensió, i pot assolir una velocitat màxima de fins a 40 km/h.

## Caràcter
El llebrer italià és un gos afectuós i dòcil, és tremendament alegre en la seva joventut i, per tant, molt actiu. És capaç de pujar d'un salt a sobre d'una taula de menjador i saltar a la cara d'un adult en saludar-lo. D'adults són dependents del seu amo i relativament reservats amb els estranys. Elegant i distingit, el llebrer italià és un gos intel·ligent i sensible. Pot convertir-se en tímid si no se l'atén prou. És un magnífic gos de companyia per a persones serenes però no és un gos per tenir en una casa atrafegada amb molts nens, encara que pot conviure perfectament amb nens educats. Igualment conviu millor amb altres gossos petits que amb gossos grans.

## Problemes de salut
Aparenta major fragilitat de la que realment té. Tot i això, el llebrer italià té una ossada molt delicada fins que compleix l'any i mig. Corre el risc de partir-se una de les seves llargues potes.

## Manteniment i exercici
El llebrer italià s'adapta perfectament a llars reduïdes. No obstant això necessita passejar. Pot fer companyia en curses curtes però prefereix les passejades a peu i jugar amb altres gossos (millor si no són grans). Com tots els llebrers, l'italià necessita portar protecció a l'hivern, ja que és molt sensible al fred. Aquest llebrer malgrat el seu aspecte fràgil sol gaudir d'una llarga vida arribant a superar els 12 anys.